# Andrés Herrera (futbolista nacido en 1980)
Andrés Mauricio Herrera Baca (Santiago de Cali, Colombia; 27 de enero de 1980) es un futbolista colombiano. Juega de mediocampista por ambos perfiles. Inició en la escuela de fútbol de Janio Cabezas y luego perteneció a la escuela de Fundadores en la ciudad de Santiago de Cali.
Posteriormente es probado en Univalle Fútbol Club por el profesor Marconi, Director Técnico de la Universidad del Valle. Es seleccionado para el equipo de 1C de Univalle perteneciente en ese entonces a la Dimayor (División Mayor del Fútbol Colombiano) y continua su carrera de Ingeniero Industrial en dicha universidad hasta el año 2002 cuando obtiene su título de Ingeniero en la Facultad.
Pasa al Club Atlético San Miguel en la localidad de San Miguel, provincia de Buenos Aires, Argentina, donde su representante Jafet Perea no llega a un acuerdo económico con las directivas del club trasladándose a la ciudad de Rosario, Santa Fe, al Club Ateneo Sagrado Corazón de la Liga Rosarina. En el club de la ciudad de Rosario es observado inicialmente por Hernán Llano, Mánager General, siendo ratificada su continuidad para la siguiente temporada por el director Técnico de la Primera División, el entrenador Carlos Ruben Narvaiz.
Luego decide regresar a Buenos Aires, para formar parte del equipo de CEFAR coordinado por el exjugador y dirigente del Club Atlético Boca Juniors  Coqui Raffo, antes de su regreso a Colombia. Una vez en Colombia hace una para en su carrera deportiva para ser intervenido en la reconocida Clínica Shaio de la ciudad de Bogotá por el Dr.Carlos Uribe Vélez con una innovadora técnica de cultivo con células madre y lisado de plaquetas autólogas en la rodilla izquierda para tratar una lesión de cartílago en el cóndilo femoral. El procedimiento contó con la participación del Banco de células Stem y el aporte científico de la Dra. Luz Mabel Ávila en los cultivos celulares.
Aunque el procedimiento fue innovador en Latinoamérica, primer procedimiento de este tipo, los resultados no fueron los deseados, pues el jugador viaja de nuevo al Río de la Plata, esta vez para jugar en el Club El Tanque Sisley de la ciudad de Montevideo-Uruguay, donde se incorpora al plantel de primera división dirigido por Luis Duarte, pero posteriormente no puede continuar entrenando debido al empeoramiento que había tenido la lesión con las intervenciones quirúrgicas.
Es fichado 4 meses después por el Club Atlético Terremoto de la Segunda B del Uruguay y regresa a Colombia para ser operado nuevamente con células madre, pero ante la negativa del Banco de células Stem por los pobres resultados del primer procedimiento, el Dr Álvaro Uribe Vélez lo deriva a Ciudad de México para ser intervenido por el reconocido ortopedista Enrique Villalobos en el INR, quien tras tres intervenciones, dos poco exitosas y una tercera un año después para reparación por mosaico plastia, termina por recomendar al deportista no ejecutar de nuevo la práctica del fútbol por su lesión de cartílago y las limitaciones en la movilidad de su pierna.
En 2014 estuvo entrenando con el Club Oriental de Football de la ciudad de La Paz, Uruguay, de tercera división en el plantel de OFI (Organización de Fútbol del Interior), pudiendo volver a desempeñarse físicamente en el alto rendimiento de manera satisfactoria totalmente sanado.
Actualmente firmó con Huracán Football Club de Montevideo - Uruguay.

## Clubes
| Club                        | País      | Año       |
| --------------------------- | --------- | --------- |
| Univalle F.C.               | Colombia  | 1998      |
| Club Ateneo Sagrado Corazón | Argentina | 2007      |
| CEFAR                       | Argentina | 2007      |
| Club Atlético Terremoto     | Uruguay   | 2010      |
| Huracán Football Club       | Uruguay   | 2015–2016 |